# Вільчинський Тадеуш Феліксович

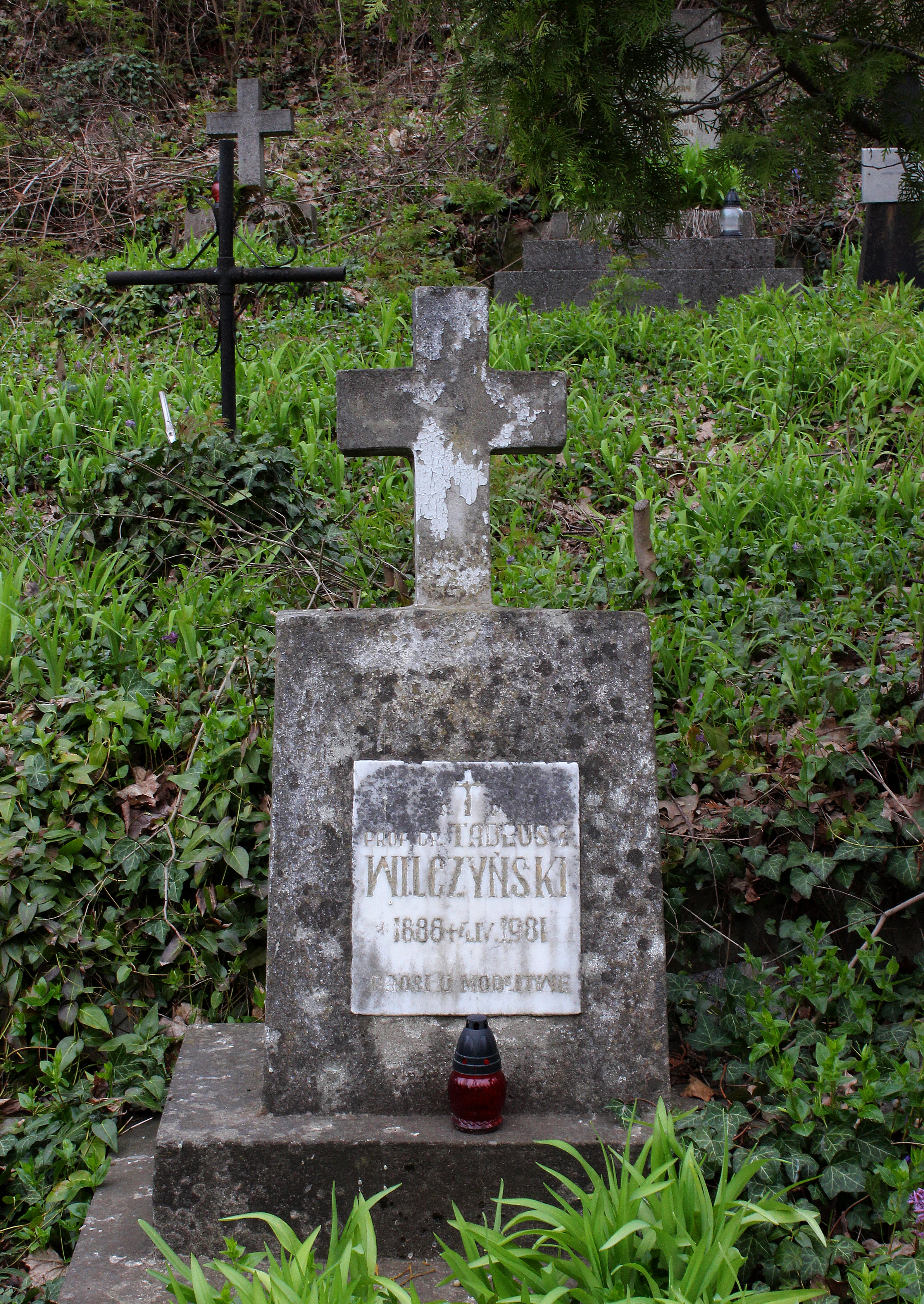

Тадеуш Феліксович Вільчинський (пол. Tadeusz Wilczyński; 27 жовтня 1888, Хотова Краківського воєводства (тепер Підкарпатське воєводство), Польща — 4 квітня 1981, Львів) — польський, а пізніше український вчений, професор, доктор філософських наук, засновник кафедри фармакогнозії та ботаніки Львівського національного медичного університету, ботанік, міколог, засновник Ботанічного саду медичного університету в Львові.

## Біографія
В 1912 р. Тадеуш Вільчинський закінчив природниче відділення філософського факультету Львівського університету ім. Яна Казимира, а в 1920 р. — Львівську рільничу академію.
Працював асистентом біолого-ботанічного Інституту Львівського університету (1912). Потім з 1913 по 1919 рр. асистентом — хіміко-рільничої станції в м. Дубляни), в 1920—1923 рр.. — В Інституті систематизації рослин і ботанічному саді Львівського університету, за сумісництвом був науковим співробітником Львівського природознавчого музею (1921).
Член фізіографічної комісії (1921), член Львівського відділення ради охорони природи (1922).
В 1924—1929 — доцент Львівського відділення Інституту сільського господарства, завідувач кафедрою фармакогнозії та ботаніки, організатор і беззмінний керівник саду лікарських рослин (1929—1964).
В 1946—1950 — декан фармацевтичного факультету Львівського університету / медико-природничих професійних курсів / медичного інституту.
Тадеуш Вільчинський — один із засновників в 1924 р. Польського дендрологічного суспільства, організованого у Львові.
У будинку, купленому на власні кошти, створив кафедру фармакогнозії та ботаніки, а на пустирі в 1929—1930 рр. створив колекційну ділянку лікарських та декоративних рослин та дендропарк з рослин, привезених з різних континентів та країн.
В 1964 р. за його активної участі колекційні ділянки лікарських рослин і дендропарк оголошені пам'ятками природи і віднесені до природо-заповідного фонду. Наразі є базою навчальної практики студентів фармацевтичного факультету, природо-охоронною і науково-дослідною базою, використовується з метою вивчення, збереження і збагачення ресурсів регіону. Ботанічний сад має в своєму розпорядженні колекції та експозиції деревних, чагарникових, трав'янистих рослин, в оранжереї вирощуються тропічні та екзотичні рослини.
Доктор філософії з 1926 р., професор (1948), член географічної комісії Польської академії знань в Кракові (1927).
Напрями наукових досліджень вченого Т. Вільчинського:
- Інтродукція, акліматизація та гібридизація рослин;
- Створення ботанічного саду лікарських рослин, що налічує близько 1,5 тис. видів;
- Збір унікальної герботеки, в яку входило близько 3,5 тис. рослин;
- Створення музею лікарської рослинної сировини, що нараховує близько 1 тис. експонатів рослин помірного, субтропічного і тропічного клімату;
- Селекція оригінального сорту деревовидних півоній, які занесені в ботанічні каталоги світу (один з яких під назвою «Тадеуш Вільчинський») ;
- вирощування великої кількості саджанців декоративних форм туї, ялівцю та ін. для озеленення міст.
- Вивчення біоти.

Результати досліджень професора часто публікувалися в збірниках праць Природничого музею у Львові (раніше Палац Дідушицьких (Львів)).
Похований у Львові, на полі № 36 Личаківського цвинтаря.

## Основні праці
- Tarczaki gnojowe ziem Polski (дис. робота). Львів, 1926;
- Zapiski florystyczne z Karpat Pokuckich I. Rozprawy i wiadomosci z Muzeum im. Dzieduszyckich. Lwów, 1923, T. 9;
- Zapiski florystyczne z Karpat pokuckich II. Rozprawy i wiadomosci z Muzeum im. Dzieduszyckich. Lwów, 1928, T. 10;
- Roślinność pasma Czarnohory / / Krajobrazy Roślinne Polski. — 1930. — T. 17;
- Roślinność pasma Czarnohory / / Krajobrazy Roślinne Polski. — 1931. — T. 19.

## Список досліджених Т. Вільчинськимтаксонів
- Moraceae ,
- Cannabaceae ,
- Urticaceae ,
- Ulmaceae ,
- Loranthaceae ,
- Santalaceae